# Phare de Formiche di Grosseto
Le phare de Formiche di Grosseto (en italien : Faro delle Formiche di Grosseto) est un phare actif situé sur le plus grand des récifs éponymes (Archipel toscan) faisant partie du territoire de la commune de Grosseto (province de Grosseto), dans la région de Toscane en Italie. Il est géré par la Marina Militare.

## Histoire
Le phare et la maison des gardiens, mis en service en 1901 sur Formiche di Grosseto, ont été restaurés en 1911 par la Regia Marina. Il se trouve à 20 km au sud de Castiglione della Pescaia et à même distance au nord de l'île de Giglio.
Il est entièrement automatisé et alimenté par des panneaux photovoltaïque.
Les récifs de Formiche di Grosseto sont un Site d'importance communautaire du Réseau Natura 2000 et une Zone de protection spéciale.

## Description
Le phare  est une tour cylindrique en maçonnerie de 12 m de haut, avec galerie et lanterne, au centre de la façade un bâtiment d'un étage. La tour est peinte en blanc, ainsi que le bâtiment, et le dôme de la lanterne est gris métallique. Il émet, à une hauteur focale de 23 m, un éclat blanc toutes les 6 secondes. Sa portée est de 11 milles nautiques (environ 20 km).
Identifiant : ARLHS : ITA-203 ; EF-2136 - Amirauté : E1474 - NGA : 9056 .

## Caractéristiques dufeu maritime
Fréquence : 6 secondes (W)
- Lumière : 1 seconde
- Obscurité : 5 secondes

|                 |
| Archipel Toscan |

### Lien connexe
- Liste des phares de l'Italie